# Букет (запах)

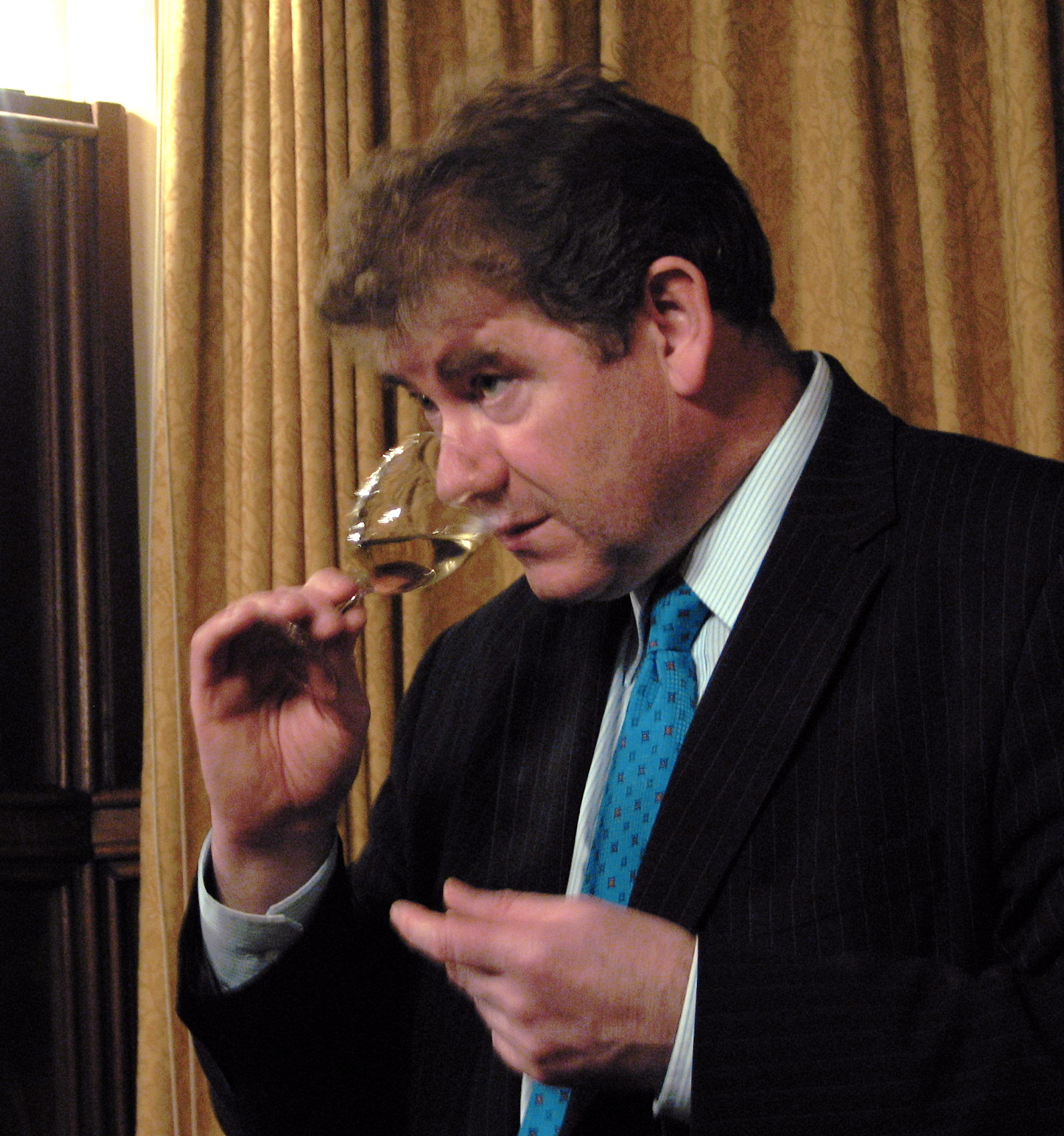
С помощью обоняния ощущается большинство оттенков букета вина

Буке́т — запах вина, общий или специальный, который характеризует виноградное вино с точки зрения специалиста-винодела, или подготовленного человека.

## Описание
Вещества, входящие в состав винного букета, до сих пор очень мало изучены.
Парижский фармацевт Делшан (Deleschamps), перегоняя большое количество вина, получил небольшое количество бесцветного масла, очень пахучее и с резким вкусом. Химики Либих и Пелуз изучили это масло и нашли, что оно представляет сложный эфир, который они назвали энантовым. Промытый раствором соды и перегнанный над хлористым кальцием, этот эфир обладает следующими свойствами: удельный вес его 0,872, а точка кипения, при 747 мм давления, 225°; не растворим в воде, растворим в спирте.
По мнению Либиха и Пелуза, энантового эфира в кожице винограда нет, но он образуется в вине во время брожения сусла. Форе (Fauré) говорит, что энантовый эфир Либиха и Пелуза не представляет специального букета, принадлежащего тому или другому сорту вина, а общий — всем винам, и что этот общий эфир совершенно различен от специальных букетов.
По мнению Moмене (Maumené) букет представляет очень сложную смесь, в которой преобладают эфиры жирных кислот и спиртов, аналогичных этиловому; он предполагает, что эфиры валерьяно-амильный, масляно-этильный, энантово-этильный — чаще других встречаются в букетах вин.
Пастер в своих «Études sur les vins» (p. 115) различает букет естественный, находящийся в самом винограде, и благоприобретенный (во время брожения, выдержки и сохранения вина). Ордонно (Ordonneau) перегнал 2 тонны вина и получил 422 грамма зелёного ароматного масла; в этом масле содержалось 82 грамма высших спиртов и 340 граммов так называемой винной эссенции, или энантового эфира, состав которого оказался очень сложным. Ордонно нашёл в нём эфиры каприловой, капроновой и миристиновой кислоты и свободные кислоты.